# أحياء اليابان
| تقسيمات اليابان الإدارية |
| مستوى المحافظة |
| --- |
| محافظات (都道府県 تو دو فو كين) |
| مستوى أقسام المحافظة |
| فروع المحافظات (支庁 شي تشو) مقاطعات (郡 غون) |
| مستوى الحكومات المحلية |
| |
| مدن معرفة (政令指定都市 سيه ريه شي تيه تو شي) مدن نواة (中核市 تشوكاكو شي) مدن خاصة (特例市 توكو ريه شي) مدن (市 شي) أحياء خاصة (طوكيو) (特別区 توكو بيتسو كو) بلدات (町 تشو, ماتشي) قرى (村 صون, مورا) |
| مستوى أقسام الحكومات المحلية |
| أحياء (区 كو) |

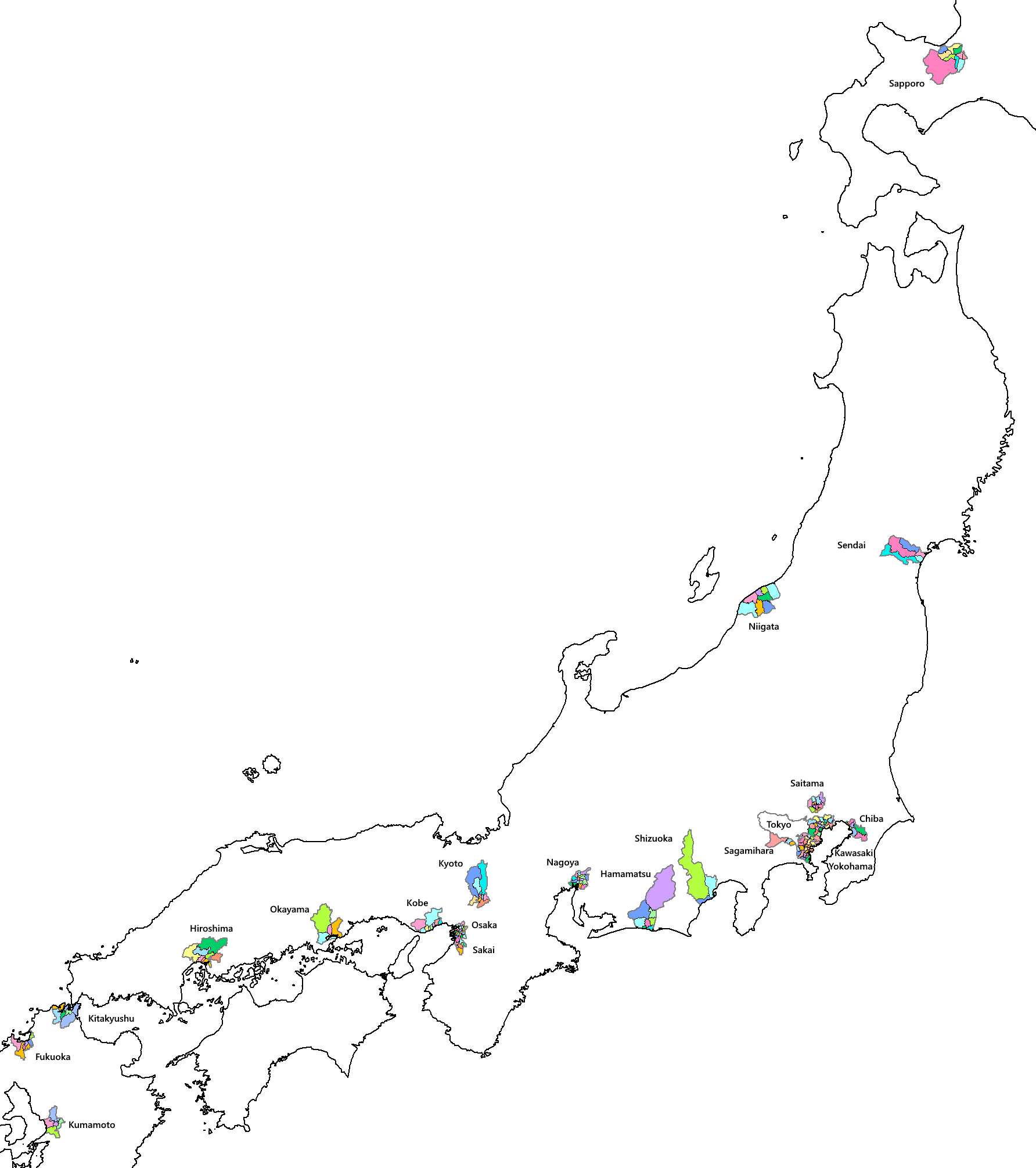
أحياء اليابان.

أحياء اليابان (باليابانية: 区 كو) هي أحد تقسيمات اليابان الإدارية لأحد المدن والتي تكون كبيرة إلى حد أن تكون مدينة مختارة. أحياء طوكيو الخاصة الـ 23 لها حالة خاصة تختلف عن الأحياء الأخرى وذلك لكبر حجمها، على الرغم من استخدام ذات الكلمة «كو» للإشارة إليها. تدار الأحياء بشكل مباشر من قبل الحكومة المحلية للمدينة، وتهتم بإدارة أمور تتعلق بتسجيل السكان، والضمان الصحي والاجتماعي وضرائب الأملاك.

## قائمة الأحياء

### تشيبا
- تشو
- هاناميغاوا
- إيناغه
- واكبا
- ميدوري
- ميهاما

### فوكوكا
- تشوأو-كو، فوكوكا
- هاكاتا-كو، فوكوكا
- هيغاشي-كو، فوكوكا
- جونان-كو، فوكوكا
- مينامي-كو، فوكوكا
- ساوارا-كو، فوكوكا
- نيشي-كو، فوكوكا

### هاماماتسو
- هاماكيتا-كو، هاماماتسو
- هيغاشي-كو، هاماماتسو
- كيتا-كو، هاماماتسو
- مينامي-كو، هاماماتسو
- ناكا-كو، هاماماتسو
- نيشي-كو، هاماماتسو
- تينريو-كو، هاماماتسو

### هيروشيما
- أكي
- أساكيتا
- أسامينامي
- هيغاشي
- مينامي
- ناكا
- نيشي
- سايكي

### كاواساكي
- أساو-كو، كاواساكي
- كاواساكي-كو، كاواساكي
- ميامايه-كو، كاواساكي
- ناكاهارا-كو، كاواساكي
- سايواي-كو، كاواساكي
- تاكاتسو-كو، كاواساكي
- تاما-كو، كاواساكي

### كيتاكيوشو
- كوكورا-كيتا-كو، كيتاكيوشو
- كوكورا-مينامي-كو، كيتاكيوشو
- موجي-كو، كيتاكيوشو
- توباتا-كو، كيتاكيوشو
- واكاماتسو-كو، كيتاكيوشو
- ياهاتا-هيغاشي-كو، كيتاكيوشو
- ياهاتا-نيشي-كو، كيتاكيوشو

### كوبه
- تشوأو-كو، كوبه
- هيغاشي-نادا-كو، كوبه
- هيوغو-كو، كوبه
- كيتا-كو، كوبه
- نادا-كو، كوبه
- ناغاتا-كو، كوبه
- نيشي-كو، كوبه
- سوما-كو، كوبه
- تارومي-كو، كوبه

### كيوتو
- فوشيمي-كو، كيوتو
- هيغاشي-ياما-كو، كيوتو
- كاميغيو-كو، كيوتو
- كيتا-كو، كيوتو
- مينامي-كو، كيوتو
- ناكاغيو-كو، كيوتو
- نيشي-كيو-كو، كيوتو
- ساكيو-كو، كيوتو
- شيموغيو-كو، كيوتو
- أوكيو-كو، كيوتو
- ياماشينا-كو، كيوتو

### ناغويا
- أتسوتا-كو، ناغويا
- تشيكوسا-كو، ناغويا
- هيغاشي-كو، ناغويا
- كيتا-كو، ناغويا
- ميتو-كو، ناغويا
- ميدوري-كو، ناغويا
- مينامي-كو، ناغويا
- ميناتو-كو، ناغويا
- ميزوهو-كو، ناغويا
- مورياما-كو، ناغويا
- ناكا-كو، ناغويا
- ناكاغاوا-كو، ناغويا
- ناكامورا-كو، ناغويا
- نيشي-كو، ناغويا
- شووا-كو، ناغويا
- تينباكو-كو، ناغويا

### نييغاتا
- أكيها-كو، نييغاتا
- تشوأو-كو، نييغاتا
- هيغاشي-كو، نييغاتا
- كيتا-كو، نييغاتا
- كونان-كو، نييغاتا
- مينامي-كو، نييغاتا
- نيشي-كو، نييغاتا
- نيشيكان-كو، نييغاتا

### أوكاياما
- هيغاشي-كو، أوكاياما
- كيتا-كو، أوكاياما
- مينامي-كو، أوكاياما
- ناكا-كو، أوكاياما

### أوساكا
- أبينو
- أساهي-كو
- تشو
- فوكوشيما
- هيغاشيناري
- هيغاشيسوميوشي
- هيغاشيودوغاوا
- هيرانو
- إكونو
- جوتو
- كيتا
- كونوهانا
- ميناتو
- مياكوجيما
- نانيوا
- نيشي
- نيشيناري
- نيشيودوغاوا
- سومينوه
- سومييوشي
- تايشو
- تنوجي
- تسورومي
- يودوغاوا

### ساغاميهارا
- تشو
- ميدوري
- مينامي

### سايتاما
- تشو
- إيواتسوكي
- كيتا
- ميدوري
- مينامي
- مينوما
- نيشي
- أوميا
- ساكورا
- أوراوا

### ساكاي
- هيغاشي-كو، ساكاي
- كيتا-كو، ساكاي
- ميهارا-كو، ساكاي
- مينامي-كو، ساكاي
- ناكا-كو، ساكاي
- نيشي-كو، ساكاي
- ساكاي-كو، ساكاي

### سابورو
- أتسوبيتسو-كو، سابورو
- تشوأو-كو، سابورو
- هيغاشي-كو، سابورو
- كيتا-كو، سابورو
- كيوتا-كو، سابورو
- مينامي-كو، سابورو
- نيشي-كو، سابورو
- شيرويشي-كو، سابورو
- تيني-كو، سابورو
- تويوهيرا-كو، سابورو

### سينداي
- أوبا-كو، سينداي
- إيزومي-كو، سينداي
- مياغينو-كو، سينداي
- تايهاكو-كو، سينداي
- واكاباياشي-كو، سينداي

### شيزوكا
- أوي-كو، شيزوكا
- شيميزو-كو، شيزوكا
- سوروغا-كو، شيزوكا

### يوكوهاما
- أوبا
- ايزومي
- مياغينو
- تايهاكو
- واكاباياشي
- أوي
- شيميزو
- سوروغا
- أوبا
- أساهي
- هودوغايا
- إيسوغو
- إيزومي
- كاناغاوا
- كانازاوا
- كوهوكو
- كونان
- ميدوري
- مينامي
- ناكا-كو
- نيشي
- ساكاي
- سيا
- توتسوكا
- تسورومي
- تسوزوكي

## اقرأ أيضا
- أحياء طوكيو الخاصة